# 伊奈めぐみ
伊奈 めぐみ（いな めぐみ、1980年8月2日 - ）は、日本の漫画家。神奈川県出身。兄は将棋棋士の伊奈祐介。元夫は将棋棋士の渡辺明。武蔵野美術大学（通信制）卒業。

## 略歴・人物
中学卒業後は高校への進学をせず、アルバイト生活を送る。
1996年、日本将棋連盟の女流育成会に入会。2年間在籍後に退会。
22歳の時、詰将棋のチャット上のやりとりで将棋棋士の渡辺明と知り合い、2003年春のお花見の席で初対面。夏には交際が始まる。冬には第一子を妊娠し、23歳で結婚。翌年4月に結婚を公表し、同年7月に長男を出産。
結婚前から通信制高校に通い、2006年4月に武蔵野美術大学（通信制、油絵専攻）に入学。
2007年4月からブログ「妻の小言。」を開始。日常生活を描いた短文エッセイを投稿。
2010年3月、武蔵野美術大学を卒業。
ブログ「妻の小言。」が漫画編集者の目に留まり、漫画化が提案される。
漫画編集者との10か月間の打合せを経て、『別冊少年マガジン』2013年6月号（講談社、2013年5月9日発売）から『将棋の渡辺くん』を連載開始、同作が伊奈のデビュー作となる。
2025年2月7日、渡辺明との離婚を公表。各種ニュースメディアで報じられるが、離婚後も「同居継続・漫画継続で生活に変化はなく」として、渡辺との同居生活が続くこと、および漫画作品『将棋の渡辺くん』の連載継続を明らかにした。

## 作品リスト
- 『将棋の渡辺くん』講談社〈ワイドKC〉既刊8巻（『別冊少年マガジン』2013年6月号 - 連載中）

## 出演

### テレビ番組
- 激レアさんを連れてきた。（2021年、テレビ朝日） - 「1回も漫画を描いたことがない素人なのに突然人気少年誌で連載することになった人」として登場[7][14]。
- 踊る!さんま御殿!!（2023年、日本テレビ系）[15][16]

### ボイスコミック
- ボイコミ（2024年、YouTube） - 伊奈と渡辺明の二人が『将棋の渡辺くん』作品のセリフを自演[17][18][19]。